# Petromyscus barbouri
Petromyscus barbouri es una especie de roedor de la familia Nesomyidae.

## Distribución geográfica
Se encuentra solo en Sudáfrica.

## Hábitat
Su hábitat natural son: matorrales y zonas rocosas áridas subtropicales o  tropicales.

## Estado de conservación
Se encuentra amenazada de extinción por la pérdida de su hábitat natural.